# 清瀬やえこ
清瀬 やえこ（きよせ やえこ、1990年1月13日 - ）は、日本の女優。長野県長野市出身。かつては株式会社フレグランスプロダクション、株式会社CRG（クリエイティブ・ガーディアン）に所属していたが、2023年12月よりフリー。

## 来歴
長野県長野市で生まれ、親の都合で高校時代から東京都で暮らすようになる。
2010年から学生映画に出演し始め、以降はインディーズ、メジャー問わず幅広く映画作品を中心に出演。2011年に白石晃士監督作品『超・悪人』に出演以降、ホラー映画を始めとした同監督作に複数参加しており、途中で死んでしまうような不幸な役回りを演ずることが多い。2017年にニコニコ生放送で配信された「白石晃士・坪井篤史と観る!「戦慄怪奇ファイル コワすぎ!」」にも出演者の一人として番組に参加した。
女優デビュー直後には成長型トークバラエティのラジオ番組『grow up radio』（すまいるエフエム）に2011年から2013年までパーソナリティとして出演。「やえちゃん」の愛称で親しまれ、番組公式ブログでは「今週のやえこ」という投稿がお馴染みだった。後述の映画『スペシャルアクターズ』出演の際には、宣伝のために同ラジオ番組に凱旋ゲスト出演を果たしている。
2012年から開催されている新人映画監督とアーティストを掛け合わせた映画祭「MOOSIC LAB」の出品作に幾度か出演。「MOOSIC LAB 2012」では天野千尋×森下くるみ×平賀さち枝『恋はパレードのように』、「MOOSIC LAB 2013」では川村清人&飯塚貴士×池永正二『GREAT ROMANCE』、「MOOSIC LAB 2017」では川村清人&飯塚貴士×The Wisely Brothers『GREAT ROMANCE II』に出演。いずれの作品でも主演を務めており、いずれの役柄でも同映画祭の女優賞を受賞する実績を誇る。
ゆうばり国際ファンタスティック映画祭2013のインターナショナル・ショートフィルム・ショウケース部門スカラシップ作品である、飯塚貴士監督の人形劇映画『NINJA THEORY』で斎藤工や菜葉菜らとともにメインキャラの声優を務めた。同監督作では2015年の『Eテレ・ジャッジ』（NHK Eテレ）の出品作の人形劇「イングリディエンツ」でも声をあてている。
2015年に株式会社フレグランスプロダクションを退所し、2017年より株式会社CRG（クリエイティブ・ガーディアン）に移籍。
2017年、前述の映画祭で関わりのあった川村が監督を務めたテレビドラマ『過ちスクランブル』に出演。
2019年、兵庫と東京で活動する劇団「少女都市」の舞台『光の祭典』の東京初公演時の主演に抜擢される。清瀬にとって本格的な舞台出演は4年ぶりだったが、作・演出の葭本未織自身の経験がモデルとなった性犯罪被害に遭ったことでカメラを持てなくなった女性映画監督の役を演じきった。
また、同年には松竹ブロードキャスティングのオリジナル映画製作プロジェクト第7弾のオーディションに合格し、同年10月に全国148館で公開の上田慎一郎監督映画『スペシャルアクターズ』にメインキャストで出演。演技をやりすぎてしまう女優・清水八枝子役を演じた。
2020年度前期放送のNHK「連続テレビ小説」第102作『エール』第10週目よりヒロインと同じ音楽学校の生徒・沢田豊子役で出演。念願だった朝ドラ出演を果たす。

## 人物
趣味は和裁、洋裁、読書。特技にスキー、水泳、乗馬を挙げ、スキーは大回転を得意とする。重度訪問介護従業者の資格を持つ。肉が好き。
左目の下にほくろがあるのが特徴。かつては八重歯も特徴だったが、前歯を割ってしまった際に歯列矯正を行った結果、現在は八重歯ではなくなっている。
舞台共演者の野村龍一や出演映画スタッフのふくだみゆきから、役のことを考える際の集中力が魅力的だと評されている。また、性格面では素直に感情を表に出す無邪気さや気の強さが語られている。
自身の過去について、いじめられっ子で恋愛はうまくいったことがなかったと振り返っている。

## 出演

### 映画
- 青春Hシリーズ（アートポート）
  - 超・悪人（2011年5月14日、監督：白石晃士） - 黒瀬ヤエコ 役
  - 鳥を見て!（2012年4月14日、監督：佐々木友紀） - くー 役
- See You（2012年6月16日、キュリオスコープ、監督：勝又悠） - ヒロイン・小塚愛 役[5]
- 100回泣くこと（2013年6月22日、ショウゲート、監督：廣木隆一） - ビンゴ司会者 役
- asfi in アイドル怪談（ホラー）（2014年8月14日・15日アップリンク渋谷イベント上映、監督：佐々木友紀） - くー 役[34]
- TOKYO TRIBE（2014年8月30日、日活、監督：園子温） - ミヅキ 役
- 1/11 じゅういちぶんのいち（2014年4月5日、東京テアトル、監督：片岡翔） - 沙織(高校生) 役
- 紙の月（2014年11月15日、松竹、監督：吉田大八） - ゆり 役
- 遊星（2015年5月13日「DROP CINEMA FESTIVAL vol.25」にて上映、ENBUゼミナール、監督：岩切一空） - 主演・ユキちゃん 役[35]
- 貞子vs伽椰子（2016年6月18日、KADOKAWA、監督：白石晃士） - 小林恵子 役
- 64-ロクヨン- 前編（2016年5月7日、東宝、監督：瀬々敬久） - 女子社員 役
- 過ちスクランブル（2017年10月28日、マウンテンゲートプロダクション、監督：川村清人） - 若い夫婦(妻) 役
- 不能犯（2018年2月1日、ショウゲート、監督：白石晃士）[36]
- 愛しのアイリーン（2018年9月14日、スターサンズ、監督：吉田恵輔） - 若き日の宍戸ツル 役[37]
- スペシャルアクターズ（2019年10月18日、松竹、監督：上田慎一郎） - 清水八枝子 役[26]
- 騙し絵の牙（2021年3月26日、松竹、監督：吉田大八） - 店員 役
- ポプラン（2022年1月24日、エイベックス・ピクチャーズ、監督：上田慎一郎）[38] - 荒木弘子 役[39]
- マイライフ、ママライフ（2022年4月1日[注 1]、ムービー・アクト・プロジェクト、監督：亀山睦実）
- 白石晃士の決して送ってこないで下さい（2023年10月13日、ユナイテッドエンタテインメント、監督：白石晃士）[40]

### 短編映画
- untitled（2011年、監督：岩永洋） - 主演・ミツコ 役　※PFFアワード2011入選[41]
- 偶像讃歌（2011年、監督：和田彩） - 正子 役　※PFFアワード2011入選[42]
- 体温（2011年、監督：緒方貴臣） - キャバ嬢 役[43]
- ショートヘアーワルツ（2011年、監督：勝又悠） - 木村里美 役　※「ショートトライアルプロジェクト2011」上映
- 恋はパレードのように（2012年、監督：天野千尋） - 主演・ミチ 役　※「MOOSIC LAB 2012」上映[11]
- 制服哲学（2012年、監督：勝又悠） - 主演・小林安江 役　※田辺・弁慶映画祭ベストセレクション2013上映[44]
- 桜トイレ（2012年、監督：赤羽健太郎） - 鈴木美奈 役[45]　※第14回長岡インディーズムービーコンペティション グランプリ
- さすらいのエイリアン 私立探偵ロビン（2012年、監督：竹葉リサ） - 香 役[46]　※「ポーラーサークル〜未知なる生物オムニバス」Bプログラム上映
- NINJA THEORY（2013年、監督：飯塚貴士） - 間野ビシャス 役（声の出演）[16]　※ゆうばり国際ファンタスティック映画祭2013上映
- GREAT ROMANCE（2013年、監督：川村清人・飯塚貴士） - 主演・ユミコ 役　※「MOOSIC LAB 2013」PROGRAM B上映[12]
- 筋肉痛少女（2013年、監督：前野朋哉） - 山宮美香 役　※「バナナvsピーチまつり」上映
- OCTOPUS（2016年、監督：平林勇） - AD 役
- ゆきおんなの夏（2016年、監督：亀山睦実） - ミヤコ 役　※2016年7月16日アップリンク渋谷イベント上映
- GREAT ROMANCE II（2017年、監督：川村清人・飯塚貴士） - 主演・イツ子 役　※「MOOSIC LAB 2017」Eプログラム上映[13]
- そこにいた男（2020年11月13日、監督：片山慎三） - 主演・加賀美紗希 役[47]
- 劇場版 仮面ライダーリバイス（2021年7月22日、東映、監督：柴﨑貴行） - 研究員 役[48]　※『セイバー+ゼンカイジャー スーパーヒーロー戦記』併映

### 劇場アニメ
- CHERRY AND VIRGIN（2022年、監督：川尻将由） - 亜美 役　※実写の映像素材の撮影にも参加[49]

### オリジナルビデオ
- 戦慄怪奇ファイル コワすぎ!シリーズ（プライムウェーブ、監督：白石晃士） - 上村早苗 役
  - 戦慄怪奇ファイル コワすぎ!FILE-02 震える幽霊（2012年）
  - 戦慄怪奇ファイル コワすぎ!FILE-02 To the Other Side（2012年）
  - 戦慄怪奇ファイル コワすぎ!最終章（2015年）

### テレビドラマ
- Nandacoole-ナンダコーレ-「アルパカ」（2011年7月5日、スペースシャワーTV） - 主演・赤ずきん 役[50]
- NHKスペシャル「緒方貞子 戦争が終わらない この世界で」（2013年8月17日、NHK総合） - 女子学生 役
- SRO 警視庁広域捜査専任特別調査室（2013年12月9日、TBSテレビ） - 囚われの女 役
- Eテレ・ジャッジ「イングリディエンツ」（2015年9月29日・10月19日、NHK Eテレ）（声の出演）[51]
- 過ちスクランブル（2017年11月9日 - 12月7日、フジテレビONE TWO NEXT） - 若い夫婦(妻) 役[18]
- anone 第3話（2018年1月24日、日本テレビ）[52]
- 僕とシッポと神楽坂 第6話（2018年11月16日、テレビ朝日） - 芸者 役[53]
- アライブ がん専門医のカルテ 第1話（2020年1月9日、フジテレビ）[54]
- 連続テレビ小説 エール 第10週（2020年6月1日 - 5日、NHK） - 沢田豊子 役[27]
- 緊急取調室 第6話 (2021年8月26日、テレビ朝日) - 桐山小夜子 役
- となりのチカラ 第5話（2022年3月3日、テレビ朝日） - 上条知樹の母 役
- クロステイル 〜探偵教室〜 第4話（2022年4月30日、東海テレビ・フジテレビ） - 矢嶋志保 役

### ウェブドラマ
- まりちゃん頑張れ!（2011年11月7日 - 2012年4月5日、YouTube） - 主演・まり 役　※高山友里とのダブル主演[55]
- チェイス 第1章 第3話（2018年1月5日、Amazonプライム・ビデオ）[56]
- ヒヤマケンタロウの妊娠（2022年4月21日、Netflix）- 若き日の智子 役

### 舞台
- 川村企画第一回公演「透明な雨」（2012年11月13日 - 18日、ギャラリー・ルデコ）[57]
- 劇団コラソン 第30回公演「先輩かっけ〜す!リターンズ」（2014年2月27日 - 3月2日、タイニイアリス）[58]
- Produced by 木村ゆめこ「暗転セクロスw」（2014年10月9日 - 18日、上野ストアハウス）[31]
- 石原プロ プロデュース公演 第1弾「希望のホシ」（2015年10月10日 - 18日、北とぴあ つつじホール）[59]
- 二兎社リーディング公演「走り去る人たち」（2019年2月3日、東京芸術劇場 シアターウエスト）[60]
- 少女都市 第8回公演 / 東京駆ける三公演 第三弾「光の祭典」（2019年8月21日 - 27日、こまばアゴラ劇場） - 主演・片矢まこと 役[61]

### ラジオ
- grow up radio（2011年 - 2013年、すまいるエフエム）パーソナリティ

### MV
- THE★米騒動「コケット」（2014年）
- でっどえんど a.k.a KILL CITY POP「夕闇通り探検隊」（2017年）

### CM
- スイーツ物語「ただいま、おかえり」編（2012年）[62]
- NTT東日本「なぜNTT東日本?」マイナンバー篇（2015年）
- UHA味覚糖 さけるグミ「出張」篇（2016年） - 京料理屋「さか辺」仲居 役（2016）
- ユニチャーム（2017年）
- セカンドストリート（2017年）[63]
- 江崎グリコ アーモンドピーク「マイクロズボラ」（2017年）[64]
- ヒューレット・パッカード Tech&Device TV（2019年）

### 書籍
- 文学少女図鑑（2012年）
- 新藤早代 写真集「視線」（2016年）